# Vincentit
Vincentit (IMA-Symbol Vin) ist ein selten vorkommendes Mineral aus der Mineralklasse der „Sulfide und Sulfosalze“ mit der idealisierten chemischen Zusammensetzung Pd3As und damit chemisch gesehen eine legierungsartige Verbindung aus Palladium und Arsen, die zur Verwandtschaft der Sulfide gehört.
Aufgrund der empirischen Analysen, bei denen auch geringe Gehalte an Platin, Antimon und Tellur nachgewiesen wurden, wird die chemische Zusammensetzung im Allgemeinen auch in der Formel (Pd,Pt)3(As,Sb,Te) beschrieben. Die in den runden Klammern angegebenen Elemente können sich dabei in der Formel jeweils gegenseitig vertreten (Substitution, Diadochie), stehen jedoch immer im selben Mengenverhältnis zu den anderen Bestandteilen des Minerals.
Vincentit kristallisiert im monoklinen Kristallsystem, konnte jedoch bisher nur in Form mikrokristalliner Körner bis etwa 40 μm gefunden werden. Im Auflichtmikroskop zeigt das undurchsichtige Mineral eine hellbräunlichgraue Farbe und einen metallischen Glanz.

## Etymologie und Geschichte
Erstmals entdeckt wurde Vincentit nahe dem Fluss Riam Kanan in der Provinz Kalimantan Selatan auf der indonesischen Insel Borneo. Die Analyse und Erstbeschreibung des Minerals wurde von Eugen Friedrich Stumpfl und Mahmud Tarkian durchgeführt, die es zu Ehren von Ewart Albert „David“ Vincent (1919–2012), dem früheren Leiter der Geologischen Fakultät an der University of Manchester (UK), benannten.
Stumpfl und Tarkian sandten ihre Untersuchungsergebnisse und den gewählten Namen 1973 zur Prüfung an die International Mineralogical Association (interne Eingangsnummer der IMA: 1973-051), die den Vincentit als eigenständige Mineralart anerkannte. Die Erstbeschreibung wurde 1974 im Mineralogical Magazine der Mineralogical Society of Great Britain and Ireland publiziert
Holotypmaterial des Minerals wird in der Sammlung des Mineralogischen Museum der Universität Hamburg aufbewahrt.

## Klassifikation
In der veralteten 8. Auflage der Mineralsystematik nach Strunz ist der Vincentit noch nicht verzeichnet.
In der zuletzt 2018 überarbeiteten Lapis-Systematik nach Stefan Weiß, die formal auf der alten Systematik von Karl Hugo Strunz in der 8. Auflage basiert, erhielt das Mineral die System- und Mineralnummer II/A.05-020. Dies entspricht der Klasse der „Sulfide und Sulfosalze“ und dort der Abteilung „Legierungen und legierungsartige Verbindungen“, wo Vincentit zusammen mit Arsenopalladinit, Atheneit, Genkinit, Isomertieit, Majakit, Menshikovit, Mertieit, Miessiit, Naldrettit, Palladoarsenid, Palladobismutoarsenid, Palladodymit, Polkanovit, Pseudomertieit, Rhodarsenid, Stibiopalladinit, Stillwaterit, Törnroosit, Ungavait und Zaccariniit eine unbenannte Gruppe mit der Systemnummer II/A.05 bildet.
Die von der IMA zuletzt 2009 aktualisierte 9. Auflage der Strunz’schen Mineralsystematik ordnet den Vincentit ebenfalls in die Abteilung „Legierungen und legierungsartige Verbindungen“ ein. Diese ist allerdings weiter unterteilt nach den in der Verbindung vorherrschenden Metallen, so dass das Mineral entsprechend seiner Zusammensetzung in der Unterabteilung „Legierungen von Halbmetallen mit Platin-Gruppen-Elementen (PGE)“ zu finden ist, wo es nur noch zusammen mit Atheneit eine unbenannte Gruppe mit der Systemnummer 2.AC.05a bildet.
Auch die vorwiegend im englischen Sprachraum gebräuchliche Systematik der Minerale nach Dana ordnet den Vincentit in die Klasse der „Sulfide und Sulfosalze“ und dort in die Abteilung der „Sulfidminerale“ ein. Hier ist er als einziges Mitglied in einer unbenannten Gruppe mit der Systemnummer 02.02.05 innerhalb der Unterabteilung „Sulfide – einschließlich Seleniden und Telluriden – mit der Zusammensetzung AmBnXp, mit (m+n):p=3:1“ zu finden.

## Kristallstruktur
Vincentit kristallisiert monoklin in der Raumgruppe P2/m (Raumgruppen-Nr. 10) mit den Gitterparametern a = 11,226(3) Å; b = 6,318(2) Å; c = 8,047(2) Å und β = 100,95(4)° sowie 8 Formeleinheiten pro Elementarzelle.

## Bildung und Fundorte
Vincentit fand sich in Form von Einschlüsse in eisenhaltigen Palladiumkörnern von Platin-Gold-Konzentraten, das neben den genannten Metallen noch Iridium, Osmium und Ruthenium enthielt.
Als seltene Mineralbildung konnte Vincentit nur an wenigen Orten nachgewiesen werden, wobei weltweit bisher knapp 30 Vorkommen dokumentiert sind (Stand 2025). Seine Typlokalität, der Fluss Riam Kanan auf Borneo, ist dabei der bisher einzige bekannte Fundort in Indonesien.
Weitere bisher bekannte Fundorte sind die Lagerstätte „Marathon“ im Coldwell-Komplex im Thunder Bay District der kanadischen Provinz Ontario, die V-Ti-Fe-Lagerstätte „Hongge“ bei Yanbian in der südwestchinesischen Provinz Sichuan, der Fluss Miessijoki in der Gemeinde Inari in der finnischen Region Lappland, Lubin in der polnischen Woiwodschaft Niederschlesien, die Cu-Ni-Lagerstätte „Talnakh“ nahe Norilsk in Ostsibirien sowie einige Fundpunkte auf der Halbinsel Kola und in Karelien in Russland, die Sandsloot Mine bei Mokopane in der südafrikanischen Provinz Limpopo, die Sonju Lake Intrusion im Beaver-Bay-Komplex in Minnesota sowie die Townships West Nottingham (Chester County) und Fulton (Lancaster County) in Pennsylvania.